# Gynaephora
Gynaephora é um gênero de traça pertencente à família Arctiidae.